# Holoparamecus lanatus
Holoparamecus lanatus es una especie de coleóptero de la familia Endomychidae.

## Distribución geográfica
Habita en Indonesia.